# Ravnholm Skov
55°48′12.75″N 12°30′39.53″Ø / 55.8035417°N 12.5109806°Ø
Ravnholm Skov er en statsskov i Rudersdal Kommune. Den kaldes også Ravnholmene og Det Danske Schweiz. Den afgrænses til nord af Skodsborgvej, til syd af Mølleåen, til vest af Åbrinken i Virum og i øst af Nærumbanen.
Flere oldtidsminder er registrerede i skoven.
|  | Denne artikel om lokaliteten Ravnholm Skov kan blive bedre, hvis der indsættes et (bedre) billede. Du kan hjælpe ved at afsøge Wikimedia Commons for et passende billede eller lægge et op på Wikimedia Commons med en af de tilladte licenser og indsætte det i artiklen. |